# De Roma
De Roma is een kunstencentrum in Borgerhout, een district van de stad Antwerpen. De voormalige bioscoop doet nu dienst als multifunctionele zaal voor theater, concerten, film en socioculturele activiteiten.
Het is ook de naam van de nabije tramhalte van lijn 24.

## Geschiedenis
in 1928 werd de bioscoop gebouwd die genoemd werd naar de bouwheer, de Italiaanse steenkapper Jean-Baptiste Romeo en zijn echtgenote Ludvina Malev. Met zijn 2000 zitplaatsen was het lange tijd de grootste bioscoop van Antwerpen. Er hebben ook bekende figuren opgetreden: Gaston Berghmans, Leo Martin, Charles Janssens, Co Flower, Mireille Mathieu en Zarah Leander. In de jaren 70 werd het een van Belgiës rock- en poptempels met optredens van Lou Reed, Cliff Richard, The Shadows, AC/DC, Olivia Newton-John, Iggy Pop, Paul McCartney, Nils Lofgren, Ry Cooder en Iron Maiden. In 1982 werd de zaal gesloten, maar cultuurfanaten droomden ervan De Roma nieuw leven in te blazen.
In 2002 werd het gebouw als monument erkend en nam een groep vrijwilligers de renovatie op zich. De zaal was nog niet volledig gerenoveerd, maar op 15 mei 2003 vond er toch al een muzikale openingsshow plaats. De zaal was maar een deel van het jaar open, maar kreeg in drie jaar 115.000 bezoekers over de vloer. Sinds de lente van 2006 is de zaal terug het hele jaar open voor culturele activiteiten, feestelijke evenementen, concerten in uiteenlopende genres, dansnamiddagen, volksbals, beurzen, lezingen, filmvertoningen en kinderrommelmarkten. In 2007 werd Roma vzw bekroond met de Arkprijs van het Vrije Woord omwille van de culturele eerstelijnswerking en het sociale draagvlak dat werd uitgebouwd in een verwaarloosde multiculturele wijk.
Op Open Monumentendag 13 september 2015 werd De Roma heropend na een grondige restauratie waarbij 2,8 miljoen euro werd geïnvesteerd. Het gebouw won de Vlaamse Onroerenderfgoedprijs en de publieksprijs in 2016. In 2017 kreeg het voor twee jaar Het Schoonste Gebouw, een monumentenprijs van de stad Antwerpen.
In 2022 ontving De Roma 210.349 bezoekers, het hoogste aantal ooit. Er werken bovenop een dertigtal vaste personeelsleden meer dan 600 vrijwilligers.